# Brochet MB-60
Le Brochet MB-60 Barbastelle était un avion biplace de travail français construit par Maurice Brochet dans l'immédiat après Seconde Guerre mondiale.
Monoplan à aile haute et cabine fermée, c'était en fait une évolution biplace en tandem du Brochet MB-50, mais il se distinguait également par une voilure sans flèche, un pontage supérieur du fuselage arrière redessiné et relevé et un train d'atterrissage fixe à essieu brisé.
L'unique MB-60 prit l’air le 24 juin 1949 à Chavenay, piloté par André Deschamps, avec un moteur Salmson 9 ADb 5 cylindres en étoile de 45 ch. En juillet suivant il fut soumis à des essais de remorquage de planeur et présenté en août au 2e rassemblement national du RSA avant de passer les épreuves de certification.
Maurice Brochet préférant développer une machine plus évoluée, le MB-70, l'unique MB-60 (F-BFKT) fut vendu à un aéro-club et utilisé comme remorqueur de planeurs. Fin 1951 il totalisait 2 000 cycles.

## Sources
1. 1 2  « Avions Maurice Brochet Neauphle Le Chateau », sur avions.brochet.free.fr (consulté le 5 mai 2023).